# Букварь южнорусскій
«Букварь южнорусскій» («Буквар південноруський») — книжечка, укладена Тарасом Шевченком і видана його коштом у 1861 році для початкового навчання грамоти дорослих українців рідною мовою в безплатних недільних школах.

## Історія
Буквар став останнім прижиттєвим виданням Шевченка, призначений для навчання дітей та дорослих грамоті українською мовою у недільних школах. «Букварь» вийшов у світ великим на ті часи тиражем 10000 примірників, коштом автора. Це був перший із серії навчальних посібників з різних галузей знання, які збирався видати Шевченко, про що написав у листі до Михайла Чалого від 4 січня 1861 року :#227
Проте, згодом він був заборонений до використання. Так відомо, що в Черкаському повіті (Київська губернія) помічник начальника канівської поліції писав київському губернатору про вилучення приставом 12 букварів Тараса Шевченка, привезених до села Зеленок тимчасово зобов'язаним Осипом Устимова, більшу частину яких той роздав управителю Дорожинському, економам Матковському й Болевському, благочинному Грушецькому (священнику с. Зеленок, місцевому диякону) та питним ревізорам Бистржаневському й Пілецькому. Відібрано їх було з метою недопущення розповсюдження їх по сільських парафіяльних школах і в канівській недільній школі. Хоча в донесенні при цьому згадувалося, що буквар Шевченка рос. «ничего в себе противного законам не заключает»..

## Складова
Буквар містить абетку друкованих і рукописних літер, традиційні тексти для читання по складах, поетові переспіви окремих Псалмів Давидових, п'ять щоденних молитов, цифри й таблицю множення до 100. Другу половину книжечки займають думи про Олексія Поповича, про Марусю Богуславку, а також 13 народних прислів'їв.
«Буквар южнорусскій» має такі розділи: азбука, склади, цифри, лічба, текстовий матеріал, на якому вчаться читати. Його справедливо можна вважати новаторським, бо він значно відрізняється від букварів того часу (Шейковського, Гаццука, Золотова), що націлювали дітей на вивчення незрозумілих складів, назв, букв, і заохочує учнів до свідомого читання, осмислення прочитаного. Буквар містив фольклорні твори: приказки та прислів'я, народні думи, на яких Т. Г. Шевченко прагнув формувати юні душі майбутніх освічених земляків.
Основну частину тиражу Шевченко надіслав своїм приятелям в Україну для продажу учням недільних шкіл Києва, Полтави, Чернігова та інших міст.